# Heide
Heide (wym. MAF: [ˈhaɪ̯də], posłuchajⓘ) – miasto w Niemczech, w zachodniej części kraju związkowego Szlezwik-Holsztyn, siedziba powiatu Dithmarschen oraz Związku Gmin Kirchspielslandgemeinde Heider Umland. W 2008 r. miasto liczyło 20 821 mieszkańców.

## Współpraca
- Anklam, Meklemburgia-Pomorze Przednie
- Freudenstadt, Badenia-Wirtembergia
- Nowogard, Polska